# Revolutions (Magenta)
Revolutions is het debuutalbum van Magenta. De band duikt niet geheel uit het niets op, Reed en Booth speelden hiervoor in Trippa, dat geen succes kende. Revolutions werd qua uitvoering meteen goed ontvangen binnen de niche van de progressieve rock, dat het in de periode van release moeilijk had tegenover modernere muziekstromingen. Het album bevat vijf lange stukken (epics) afgewisseld met drie kortere. Reed kondigde al in het bijbehorende boekje aan dat muziek teruggrijpt op zijn muzikale voorbeelden zijnde Yes, Genesis, Renaissance en Mike Oldfield ("Any similarities or coincidences with any bands past or present is entirely intentional"). Het weinig originele geluid werd desalniettemin in recensies toch tegen de band gebruikt. Centraal thema is "geloof in iemand of iets".

## Musici
- Christina Booth – zang
- Rob Reed – zang, basgitaar, toetsinstrumenten, gitaar, tamboerijn
- Chris Fry – gitaar
- Martin Shellard – gitaar (Genetesis)
- Andy Edwards – gitaar (The white witch, part 2)
- Tim Robinson – drumstel
- Tim Short – percussie

## Muziek
| Nr. | Titel                                                                                        | Duur  |
| --- | -------------------------------------------------------------------------------------------- | ----- |
| 1.  | Children of the sun (1: Spirit of the land; 2:The journey; 3: The battle; 4: Thanksgiving)   | 19:00 |
| 2.  | Opus 1                                                                                       | 0:51  |
| 3.  | The white witch (1: Overture; 2: The white withc; 3: The plague; 4:Reflection; 5: The spell) | 20:23 |

| Nr. | Titel | Duur  |
| --- | --- | ----- |
| 1.  | Man the machine (1: Man and machine; 2: War; 3: Remembrance; 4: Thw watchers; 5: Lightspeed; 5: First contact) | 24:56 |
| 2.  | Opus 2 | 1:16  |
| 3.  | Genetesis (1: The new age; 2: Renewed purpose; 3: A new life, 4: The search for Faith; 5: The creed)           | 21:48 |
| 4.  | The warning | 7:17  |

The witch room zou een lievelingsstuk blijven van de band en hun publiek en werd daardoor in 2022 gearrangeerd richting een nummer dat een heel album in beslag nam. 